# Sturen större 11
| Hörnhuset sett från samma kamerapunkt 1964 och 2019. |  | Hörnhuset sett från samma kamerapunkt 1964 och 2019. |
| Hörnhuset sett från samma kamerapunkt 1964 och 2019. |  |                                                      |

Sturen större 11 är en kulturhistoriskt värdefull fastighet i hörnet Kapellgränd 16 / Östgötagatan 23 på Södermalm i Stockholm. Husen är samtliga uppförda före 1750. Fastigheten ägs av AB Stadsholmen och är blåmärkt av Stadsmuseet i Stockholm, vilket innebär att den utgör "synnerligen höga kulturhistoriska värden".

## Kvarteret
Kvarteret Sturen större har liksom de närbelägna kvarteren Sturen mindre och Sturen minsta sina namn efter Sturekapellet som under sen medeltid stod på Katarina kyrkas plats. På fastigheten Sturen större 1 står Katarina västra skola från 1856 och på Sturen större 7 finns ett välbevarat timmerhus från 1700-talet. På Sturen större 12 märks Katarina västra vårdgymnasiums gymnastikhall som uppfördes 1881. Sturen minsta 1 och 2 är platsen för Katarina brandstation respektive Sifwertska kasernen.

## Historia

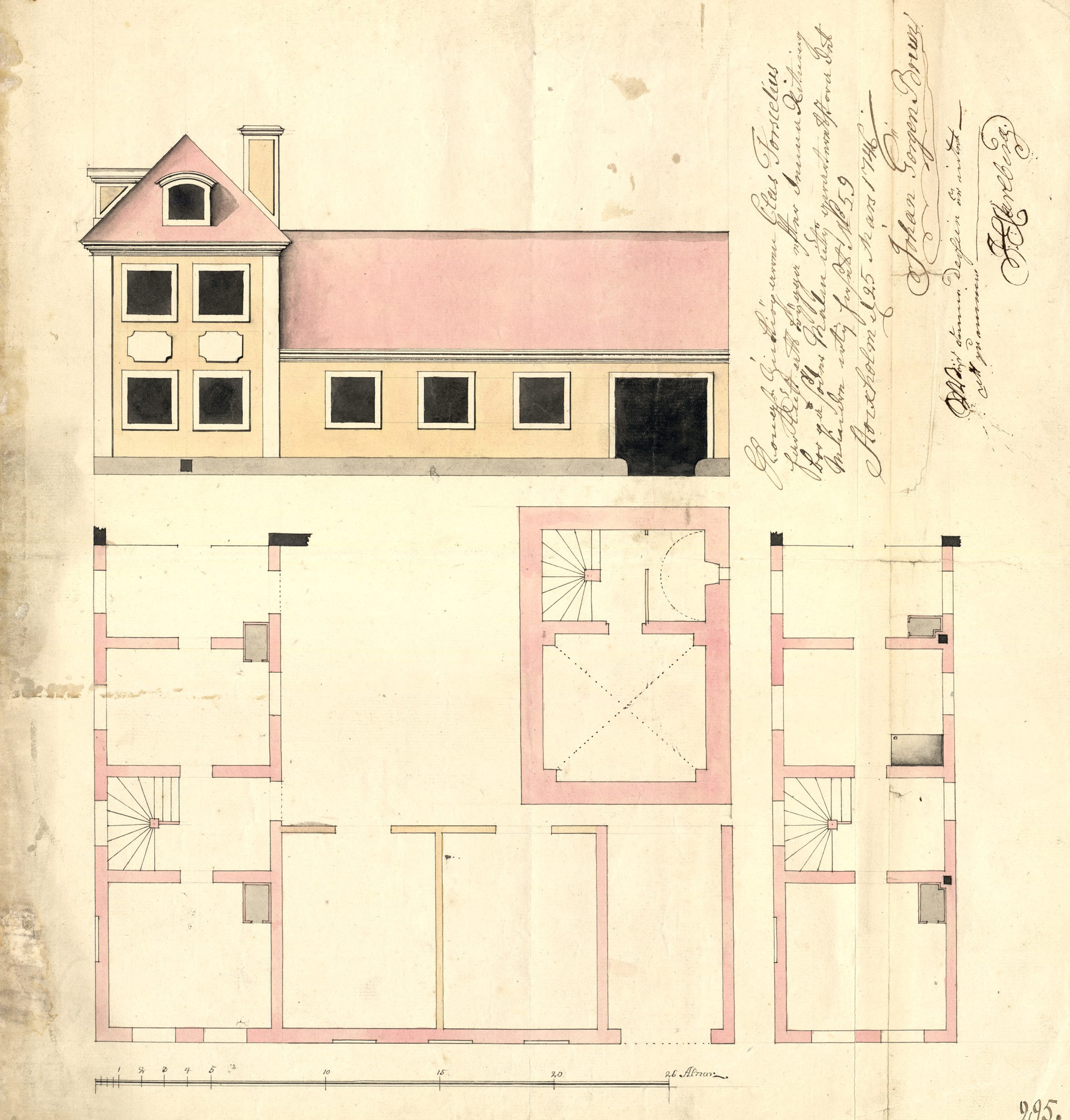
Johan Jörgen Bruns ritning från 1746.

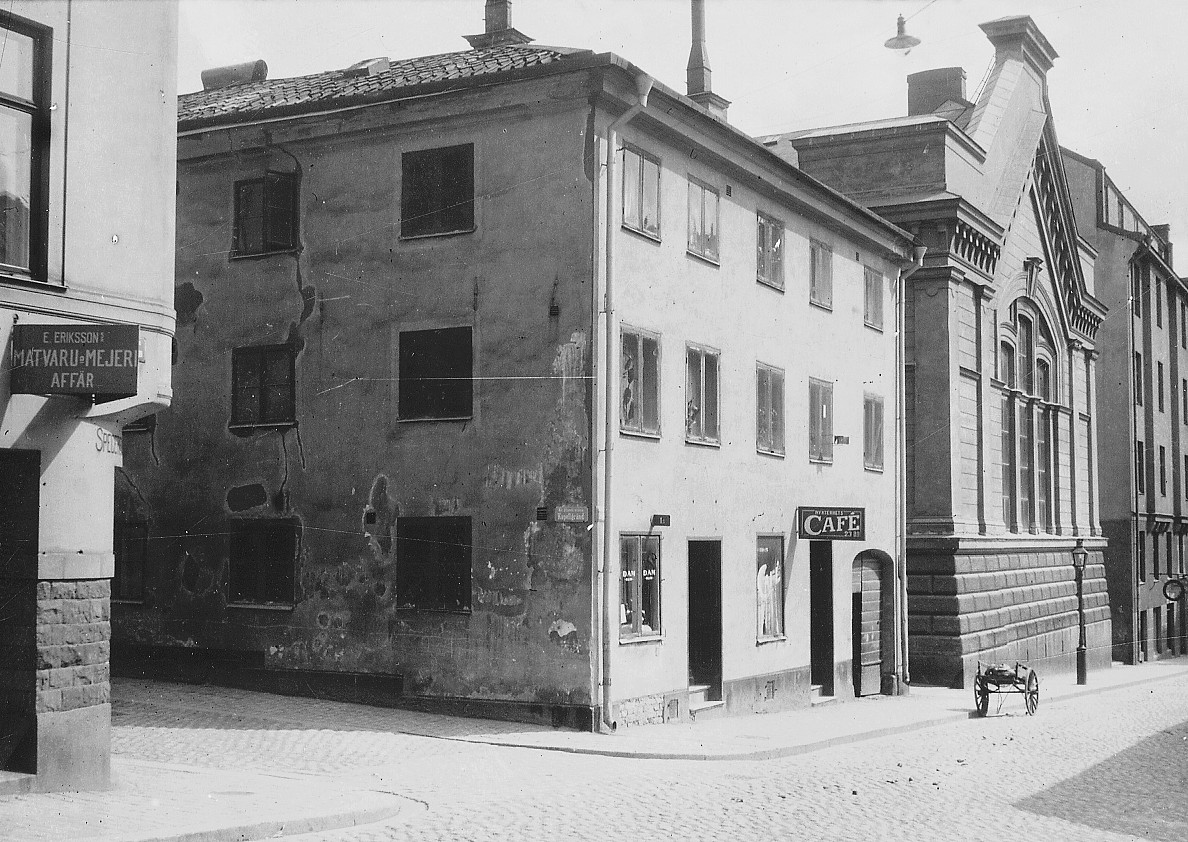
Fastigheten kring sekelskiftet 1900.

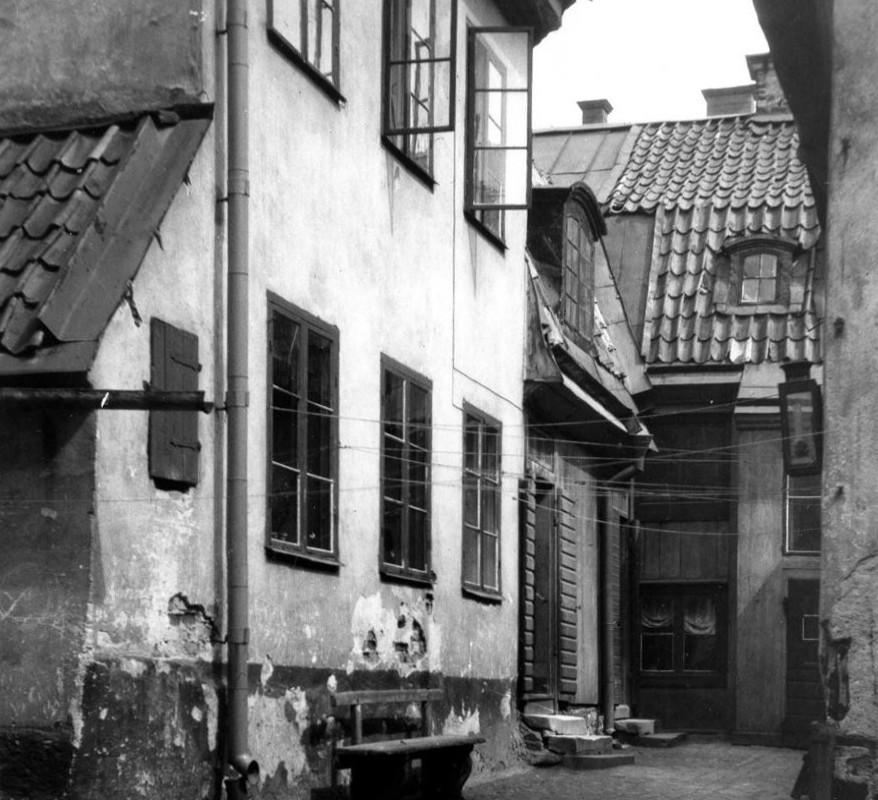
Fastighetens bakgård omkring 1915.

Sturen större 11 (tidigare Sturen större 2) består idag av ett stenhus (hörnhuset) samt ett timmer- och stenhus (vid Kapellgränd) som uppfördes 1746 respektive på 1720-talet, alltså direkt efter Katarinabranden 1723 som utplånade den tidigare bebyggelsen i kvarteret. I mantalslängden från 1674 uppges att ägaren till fastigheten var handlaren Anders Hansson, vilken ”håller öppen bod, mälter och bränner”.
Byggherren för den nya bebyggelsen var bryggaren Olof Brunberg som lät uppföra ett trähus på tomtens östra del. 1730 var fastighetens ägare Clas Forscelius, skafferibokhållare vid kungliga hovet. Han bodde här med hustru Margaretha och fyra barn. I en fastighetsbeskrivning framgår att timmerhuset hade två bostadsrum mot nuvarande Kapellgränd och en flygel in mot gården. I flygeln fanns bagarstuga, kök, sovrum och på vinden förråd. Väster om timmerhuset fanns en köksbyggnad av sten i en våning och med källare. Den delen kan vara äldre och den byggnad där Anders Hansson hade sitt mälteri och bränneri.
År 1746 lät Clas Forscelius utöka bebyggelsen i hörnet Kapellgränd / Tullportsgatan (nuvarande Östgötagatan) med ett hörnhus i sten. Han anlitade Johan Jörgen Brun att rita och bygga huset. Nybygget var betydligt mindre än dagens hörnhus och bestod av ett bostadshus i två våningar med gaveln mot Östgötagatan och en stall- och vagnslänga i en våning i anslutning mot söder. Stallbyggnaden fick tre blindfönster mot gatan och via en körport kunde man komma in på bakgården. 
Under fabrikören Anders Hudding byggdes 1785 köksbyggnaden vid Kapellgränd om till en tröjfabrik. Vid samma tid kläddes timmerhusets fasader med panel och vinden inreddes. Hudding följdes av kammakaren Johan Berggren (1800), linkrämaren Gustaf Hernmark (1810), viktualiehandlaren Gustav Naesström (1816) och ytterligare en viktualiehandlare (1840). Nästa ägare var sjökaptenen Karl M. Palmgren som lät bygga om huset till bostäder 1873. Senast då försvann tröjfabriken. 
Hörnhuset fick sitt nuvarande utseende omkring 1816 när viktualiehandlaren Naesström lät bygga om stallängan och bostadshuset till ett bostadshus med tre våningar och butik i bottenvåningen. Stallet flyttades till timmerhusets flygel vid östra tomtgränsen. Hushållet bestod av Gustav Naesström (född 1782) och hustru Ulrica (född 1777) samt en bodbetjänt, två bodgossar, två drängar och en piga. Under 1800-talets slut rådde stor bostadsbrist i Stockholm och flera smålägenheter inreddes. 1880 var 54 personer skrivna på denna adress, de flesta var arbetare.

## Fastighetens vidare öden
År 1906 fanns planer på att riva bebyggelsen och uppföra ett större bostadshus på fastigheten. Planen genomfördes dock aldrig. 1916 förvärvades egendomen av Stockholms stad. På äldre fotografier syns att butiken mot Östgötagatan innehöll ett café under lång tid, ända in på 1960-talet. Redan då var fastigheten i dåligt skick. På 1970-talet fanns en porrklubb i den tidigare kafélokalen. Det dröjde till början av 1980-talet innan fastigheten moderniserades under medverkan av dåvarande Stockholms stadsmuseum. Vid ombyggnaden kunde byggnadsdetaljer från 1700- och 1800-talet bevaras i hög utsträckning. Nya byggnadsdelar som fönster och dörrar tillverkades hantverksmässigt och i passande stil. Byggherre var AB Familjebostäder och för utformningen stod arkitekt Lennart Lindberg. Under år 2010 genomfördes ett omfattande utvändigt underhållsarbete av fasader, tak och fönster.

## Nutida bilder

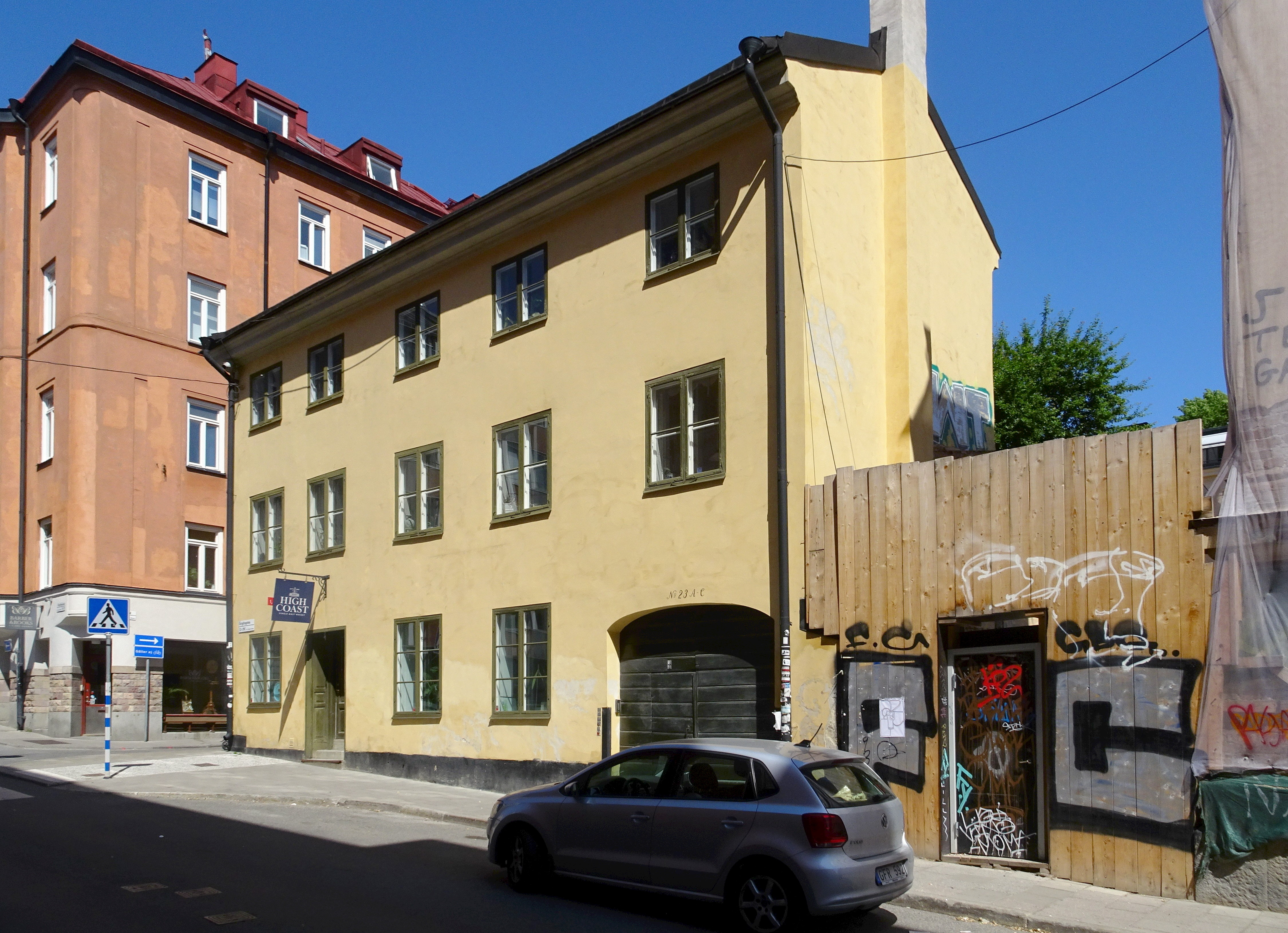
Stenhuset mot Östgötagatan 23.
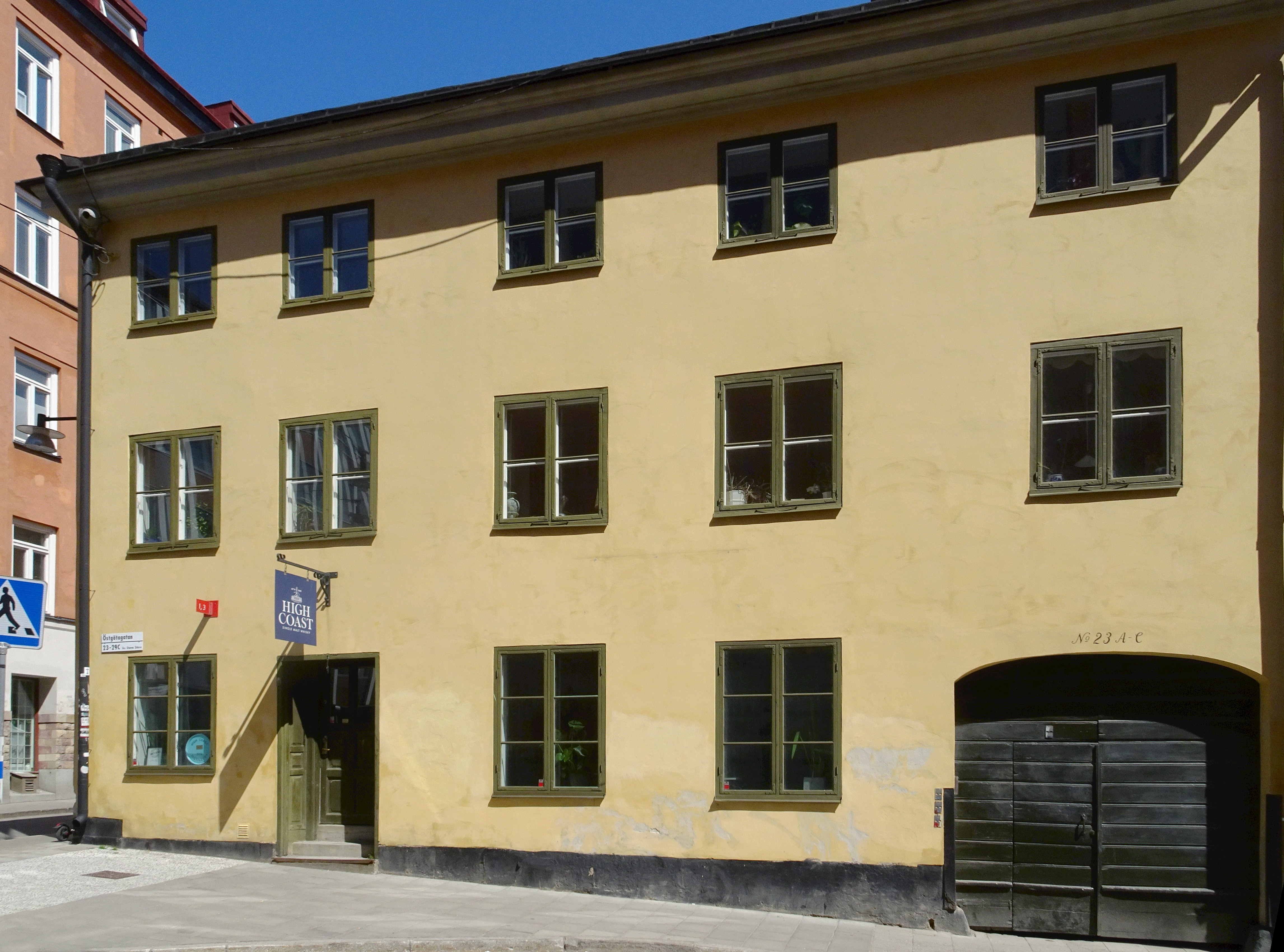
Stenhuset mot Östgötagatan 23.
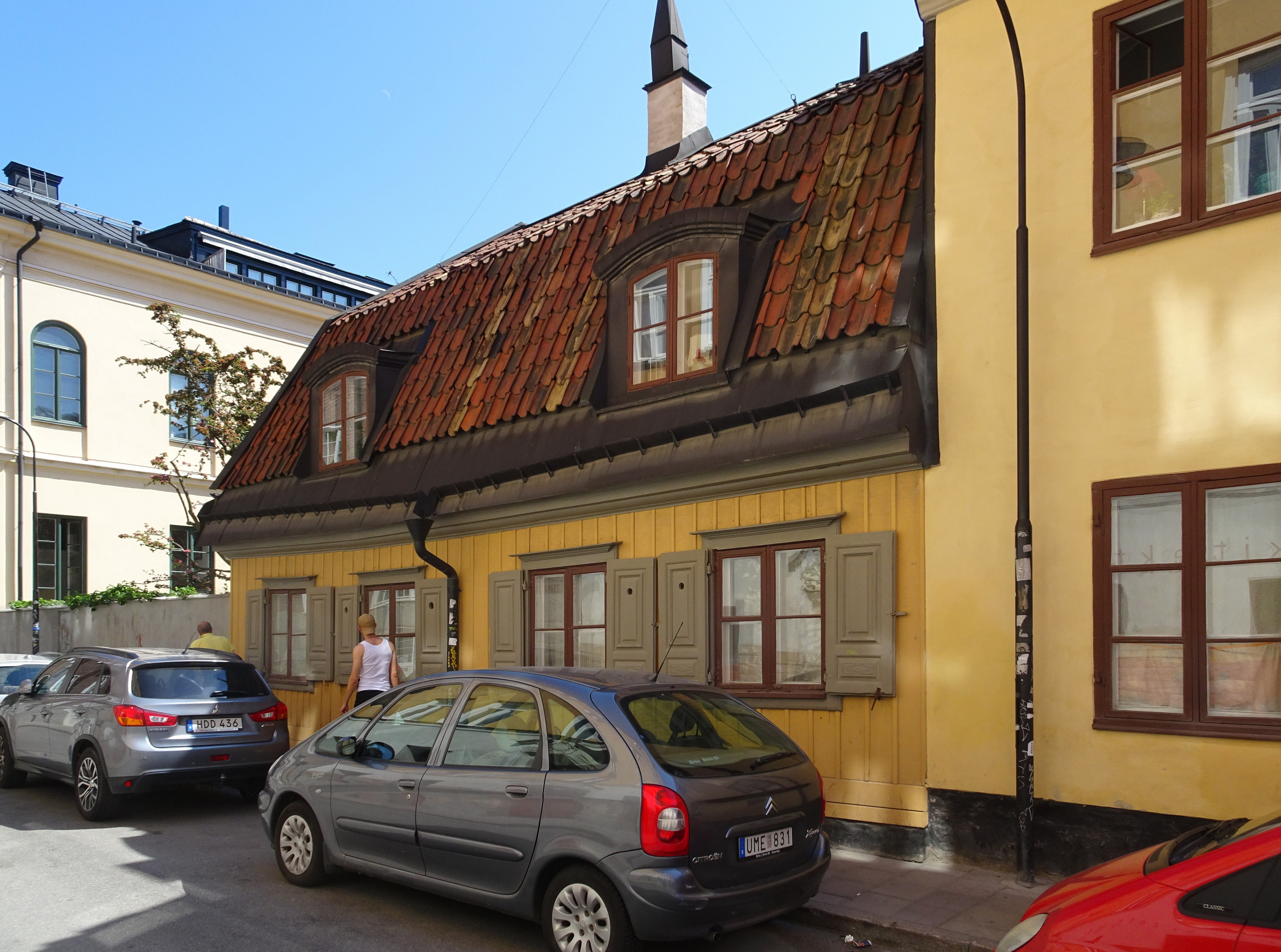
Trähuset mot Kapellgränd 16.
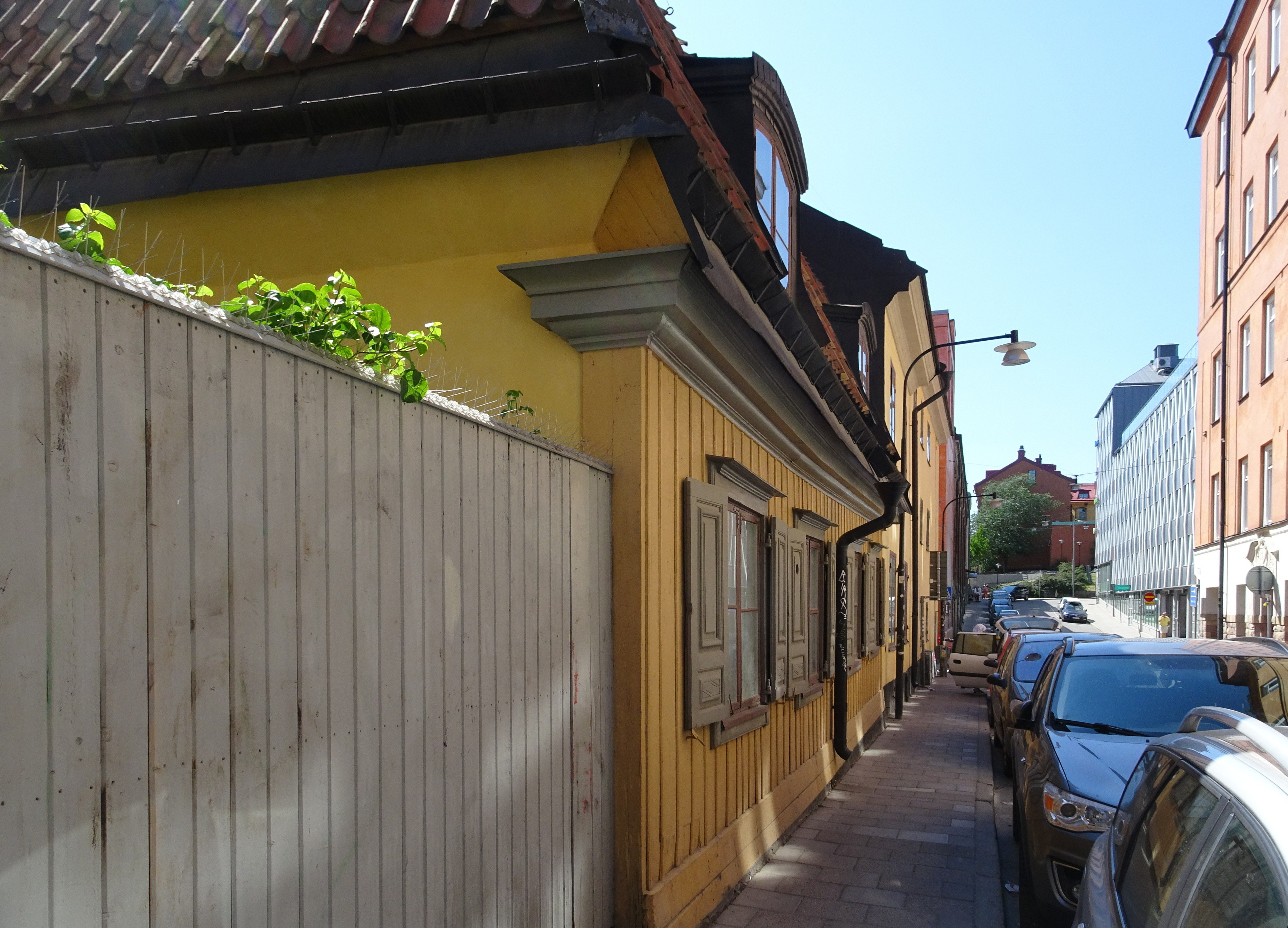
Trähuset mot Kapellgränd 16.